# Ga Naebang
Ga Naebang (uJung Art Center) (Tiếng Hàn: 내방(유중아트센터)역, Hanja: 內方驛) là ga trên Tàu điện ngầm Seoul tuyến 7 nằm ở Seocho-daero, Seocho-gu, Seoul.

## Lịch sử
- 1 tháng 8 năm 2000: Việc kinh doanh bắt đầu với việc khai trương đoạn Sinpung ~ Đại học Konkuk của Tàu điện ngầm Seoul tuyến 7.

## Bố trí ga
| Xe buýt tốc hành ↑ |
| \| N/B             |
| ↓ Isu              |

| Hướng Bắc | ● Tuyến 7 | ← Hướng đi Xe buýt tốc hành · Văn phòng Gangnam-gu · Sangbong · Jangam |
| Hướng Nam | ● Tuyến 7 | → Hướng đi Isu · Boramae · Daerim · Seongnam →                         |

## Xung quanh nhà ga
| Lối ra \| 나가는 곳 \| Exit \| 出口 | Lối ra \| 나가는 곳 \| Exit \| 出口 |
| ----------------------------------- | --- |
| 1                                   | Bangbae 1-dong Công viên Seoripul Bangbae Seoripul Daerim e-Pyeonhansesang APT Bangbae Xi APT                                          |
| 2                                   | Trung tâm an toàn Bangbae 1 Trường tiểu học Bangil Bangbae Seoripul Daerim e-Pyeonhansesang APT                                        |
| 3                                   | Trung tâm cộng đồng Bangbae 1-dong |
| 4                                   | Bangbae KCC APT |
| 5                                   | Trung tâm an toàn Bangbae 4 Trường tiểu học Bangbae Viện phát triển nguồn nhân lực cao cấp Hàn Quốc                                    |
| 6                                   | Văn phòng thuế Banpo Trung tâm cộng đồng Bangbae 4-dong Chi nhánh Y tế Công cộng Bangbae Hướng tới Trung tâm cộng đồng Bangbaebon-dong |
| 7                                   | Bưu điện Bangbae-dong Trung tâm nghệ thuật uJung                                                                                       |
| 8                                   | Phòng Thanh niên Seoul Seocho Hướng đi trường trung học Bangbae                                                                        |